# Calvarul unei inime pribegi
Calvarul unei inime pribegi este un album al interpretului român Tudor Gheorghe.

## Detalii ale albumului
- Gen: Folk
- Limba: Romana
- Sunet: Stereo
- Inregistrat: Live (in concert 3 noiembrie 2006)
- Casa de discuri: Illuminati Creatio - Cat Music
- Data Lansare Album: 2007

## Lista pieselor
- 01 - Povestea unui pierde-vara (2:57)
- 02 - Bucurestii tineretii mele (2:40)
- 03 - Femeia, eterna poveste (3:15)
- 04 - Nunuto (3:34)
- 05 - Mai spune-mi inc-odata (3:03)
- 06 - Pe bolta cand apare luna (3:03)
- 07 - Cu bastonul prin Bucuresti (4:41)
- 08 - Vecina mea de vis-a-vis (2:49)
- 09 - Iubesc femeia (3:45)
- 10 - Ilona (4:06)
- 11 - Adio doamna (3:13)
- 12 - Ionel, Ionelule (3:17)
- 13 - Cu bastonul prin Bucuresti II (6:12)
- 14 - Dambovita, apa dulce (1:39)
- 15 - Cararuie, cararuie (2:34)
- 16 - Mi-e dor de-acasa (3:44)
- 17 - Da-mi gurita s-o sarut (3:07)
- 18 - Ce-ar fi? (3:05)
- 19 - Ce-ar fi? (cu public) (1:21)
- 20 - Vecina mea de vis-a-vis (bis) (3:34)